# Auloserpusia poecila
Auloserpusia poecila är en insektsart som beskrevs av Nicholas David Jago 1970. Auloserpusia poecila ingår i släktet Auloserpusia och familjen gräshoppor. Inga underarter finns listade i Catalogue of Life.